# 江苏省农垦肿瘤医院
江苏省农垦肿瘤医院，是中国江苏省的一所医院，为二级甲等医院，位于射阳县。
1953年建立，以肿瘤治疗为特色。1992年实现规范化管理，经江苏省农垦集团公司和盐城市卫生局批准成立。